# Orlovka (Krasnoiarsk)
|  | Per a altres significats, vegeu «Orlovka». |

Orlovka (en rus: Агинское) és un poble del krai de Krasnoiarsk, a Rússia, segons el cens del 2017 tenia 144 habitants. Pertany al districte municipal d'Aguínskoie.